# Tacca integrifolia
Tacca integrifolia é uma espécie de planta pertencente à família do inhame, Dioscoreaceae, nativa das florestas tropicais e sub-tropicais da Ásia Central. Foi descrita pela primeira vez pelo botânico inglês John Bellenden Ker Gawler, em 1812.

## Distribuição e habitat
A espécie é nativa de regiões montanhosas da Ásia central tropical e sub-tropical. Pode ser encontrada no Paquistão, leste da Índia, Sri Lanka, Butão, Bangladesh, Nepal, Mianmar, Malásia, Tailândia, Camboja, Vietname e leste da China. Cresce em florestas húmidas, em locais obscuros.